# Dieudonné Minoungou
Dieudonné Minoungou (Tenkodogo, Alto Volta; 25 de junio de 1981) es un exfutbolista de Burkina Faso que jugaba en la posición de delantero centro.

## Carrera

### Club
| Periodo   | Club                |
| --------- | ------------------- |
| 2000-2001 | Santos Ouagadougou  |
| 2001-2002 | Grenoble Foot 38 B  |
| 2001-2002 | Grenoble Foot 38    |
| 2002-2004 | Tours FC            |
| 2004-2005 | Stade Brestois 29 B |
| 2005-2006 | FC Rouen            |
| 2006-2008 | AS Moulins          |
| 2009-2011 | FC Ryukyu           |
| 2012-2013 | Yzeure              |

### Selección nacional
Jugó para Burkina Faso en 10 ocasiones de 2002 a 2005 y anotó cinco goles; participó en la Copa Africana de Naciones 2004 donde anotó en la derrota por 1-3 ante Malí en Ciudad de Túnez, el cual fue el único gol de Burkina Faso en el torneo.

### Participaciones en Copa Africana de Naciones
| Copa Africana de Naciones      | Sede  | Resultado      | Partidos | Goles |
| ------------------------------ | ----- | -------------- | -------- | ----- |
| Copa Africana de Naciones 2004 | Túnez | Fase de grupos | 2        | 1     |